# Diospyros apeibocarpos
Diospyros apeibocarpos är en tvåhjärtbladig växtart som beskrevs av Giuseppe Raddi. Diospyros apeibocarpos ingår i släktet Diospyros och familjen Ebenaceae. Inga underarter finns listade i Catalogue of Life.